# Anciens magasins Wolf
Le siège des anciens magasins Wolf est un bâtiment de style « Art nouveau » édifié par l'architecte belge Louis Bral aux numéros 11-13 de la rue du Canal à Bruxelles-ville en Belgique.

## Historique
Le bâtiment fut édifié par Louis Bral entre 1902 et 1905, pour les anciens magasins « B.Wolf - Draperies et Nouveautés » également connus sous le nom de magasins « B.Wolf aîné ».
Le bâtiment a été réaménagé en 1988 par les architectes Hilde Daem et Paul Robbrecht qui l'ont converti en galerie d'art et habitation, en tirant un habile parti des colonnes de fonte situées à l'intérieur.

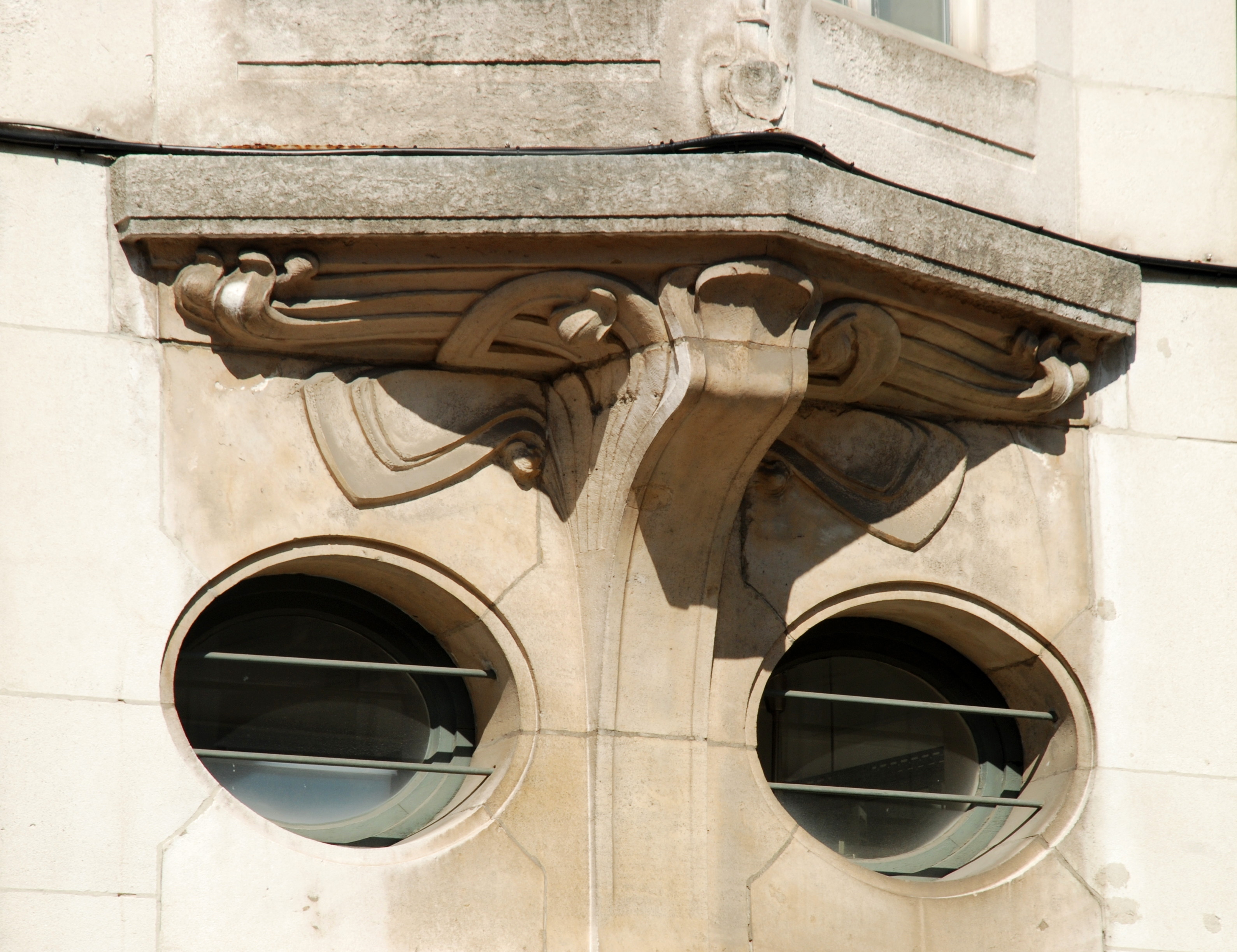
La console Art nouveau qui soutient l'oriel.

## Architecture

### Structure et matériaux
Ce bâtiment de style « Art nouveau floral » présente une façade en pierre d'Euville, sur soubassement de pierre bleue.
Cette large façade de quatre travées fait la part belle aux surfaces vitrées et aux structures en fer.
Comme beaucoup de bâtiments Art nouveau, l'édifice présente une composition à l'asymétrie très marquée comportant une travée d'entrée étroite et trois travées larges.

### Travée de gauche
La travée de gauche, très étroite, intègre la porte d'entrée surmontée de deux oculi ovales et d'une console en pierre ornée d'un décor de style Art nouveau floral du plus bel effet.
Cette console supporte un oriel de deux étages en forme d'angle, percé de fenêtres au linteau chantourné au premier étage et de fenêtres cintrées au deuxième étage. Cet oriel est surmonté de deux fenêtres géminées à linteau droit et pilastres, précédées d'un élégant balcon en pierre.
La travée de gauche est couronnée par un petit pignon qui dépasse le niveau des autres travées et qui est percé de deux fenêtres géminées unies sous un même arc surbaissé.

### Trois travées de droite
Les trois travées de droite sont percées de baies très larges.
Ici aussi, l'asymétrie règne en maître :
- linteaux cintrés au rez-de-chaussée et au deuxième étage, linteaux droits aux autres niveaux
- linteaux en fer au rez-de-chaussée et au premier étage, linteaux en pierre aux autres niveaux
- fenêtres tripartites compartimentées par des colonnettes en fer au premier et au deuxième étage et par des pilastres en pierre au troisième étage

Ces trois travées sont surmontées d'une balustrade en ferronnerie.

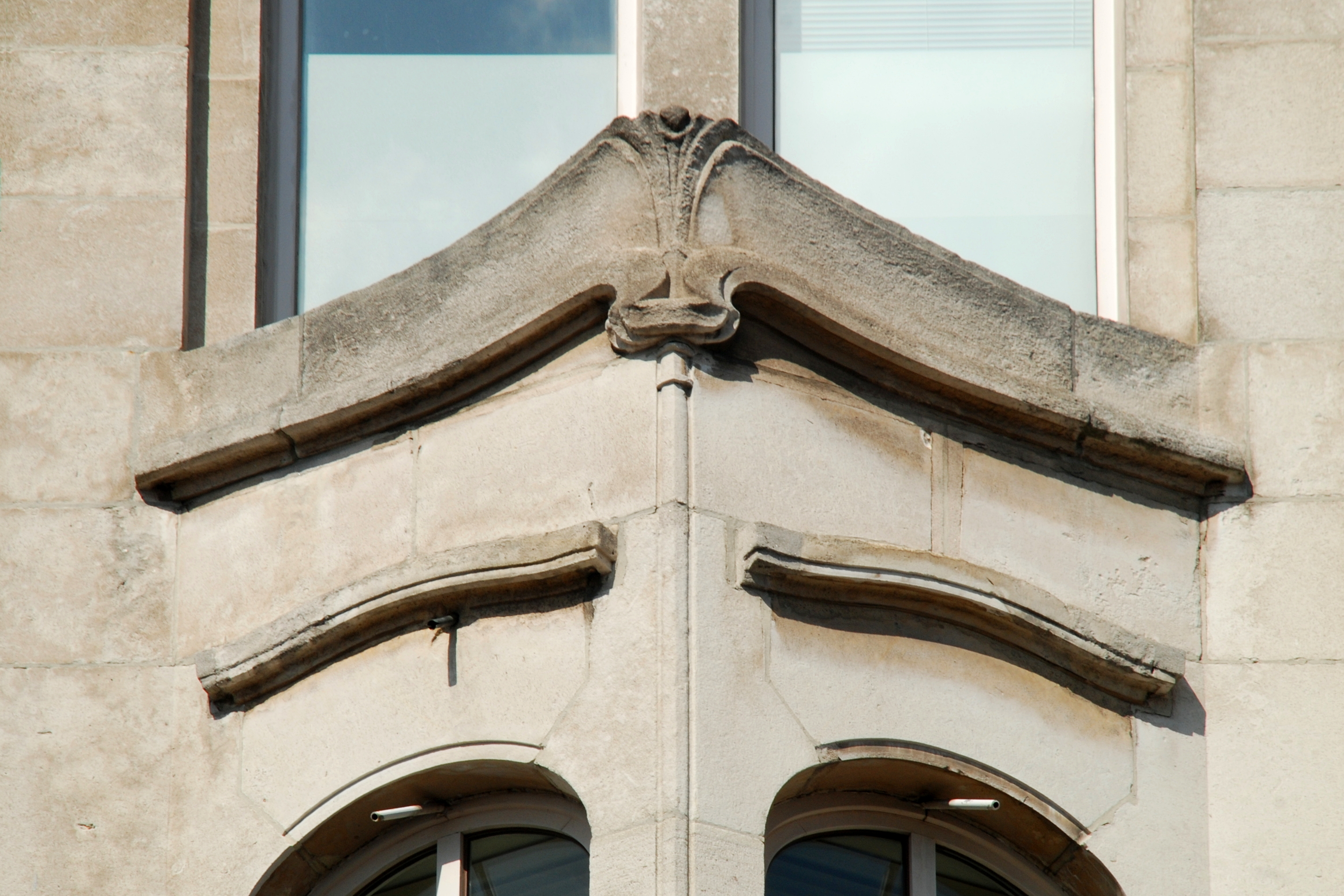
Détail du balcon Art nouveau.